# Arrosès
Arrosès település Franciaországban, Pyrénées-Atlantiques megyében. Lakosainak száma 136 fő (2022. január 1.). Arrosès Aurions-Idernes, Madiran, Saint-Lanne, Aydie, Crouseilles és Mont-Disse községekkel határos.

## Népesség
A település népességének változása:
| Lakosok száma | 148  | 148  | 143  | 142  | 139  | 139  | 139  | 138  | 137  | 136  |
|               | 2010 | 2013 | 2015 | 2016 | 2017 | 2018 | 2019 | 2020 | 2021 | 2022 |